# Lauritz Vilhelm Birck

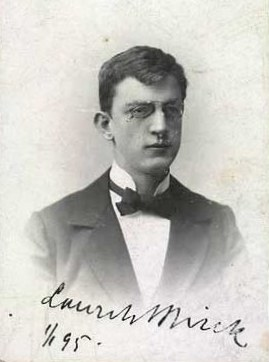
Lauritz Vilhelm Birck.

Lauritz Vilhelm Birck, född 17 februari 1871 och död 4 februari 1933, var en dansk nationalekonom.
Birck var anställd vid tullverket 1894-96, och var 1896-98 redaktör för högertidningen Vort Land. Han blev docent vid Köpenhamns universitet 1906 och professor i statsvetenskap där från 1911. Birck representerade dåvarande högerpartiet i Folketinget 1903-10 och förde ofta partiets talan, framför allt i finansfrågor. Hans självständiga läggning kom honom att lämna sin plats i Folketinget, dit han dock återvände för en kortare period 1918-20, då som högerorienterad politisk vilde. Bircks vetenskapliga produktion är omfattande. I sin Værditeori (1902) och Læren om Grænseværdien. Et Forsøg paa en fuldstændig Prislære (1918) dokmunetardes sina gränsnytteteorier. Han underkastade Böhm-Bawerhs kapitalteori en kritisk granskning i sin stora Den ökonomiske Virksomhed (1927-28). Birck införde beteckningen simultan-successiv för den kapitalistiska produktionen och polemiserar mot Böhm-Bawerk, som enligt Bircks uppfattning anser att tiden är produktiv.
Baland hans övriga skrifter märks Sukkerets Historie (1909), Ejendomsskatter og Ejendomspriser (1912), Vigtige Varer (1915), Told og Accise (1920) och Europas Svöbe (1925).